# Claudine a scuola
Claudine a scuola (in francese Claudine à l'école), pubblicato nel 1900, è il primo romanzo scritto da Colette, alla cui stesura collaborò il suo primo marito Henri Gauthier-Villars. È sotto lo pseudonimo di quest'ultimo, Willy, che venne originariamente pubblicato.
(Carlo Bo)
All'epoca della sua uscita, il romanzo suscitò grande scalpore per i temi trattati, al tempo giudicati scabrosi: amori saffici seppure platonici, rispettabili personalità che si rivelano uomini pieni di vizi, e ragazzine impudenti, il tutto descritto in uno stile brillante e moderno, senza ombra di moralismo.

## Trama
La quindicenne Claudine vive in una cittadina di provincia insieme al padre benestante, studioso di malacologia eccentrico, stralunato e completamente assorto dal suo lavoro di erudito. Claudine detesta il collegio perché lo vive come limitazione della propria libertà personale, ma quest'anno supererà l'esame e dovrà recarsi a proseguire gli studi a Parigi.
Il luogo dove si svolge la vicenda è Montigny, un villaggio immerso nel verde rigoglioso dei boschi (amatissimi dalla protagonista e ripetutamente descritti con dovizia di particolari); la vita di Claudine è scandita dalle sue lunghe passeggiate solitarie o in compagnia dell'amica d'infanzia Claire, della quale è anche sorella di latte, che ama raccontarle i suoi piccoli turbamenti romantici, dalle cure per la sua gatta Fanchette, ma soprattutto dalle vicende che accadono a lei e alle sue compagne di classe durante l'ultimo anno di scuola media.
L'inizio dell'anno vede le ragazze in grande fermento perché arriva una nuova direttrice scolastica, la signorina Sergent, accompagnata dalla sua giovane assistente, la diciannovenne Aimée Lanthenay. Claudine è subito attratta dalla delicata bellezza di Aimée e cerca in tutti i modi di entrare nelle sue grazie, convincendo il padre a farle prendere lezioni d'inglese; ma l'idillio, che da parte dell'allieva è una cotta vera e propria, viene presto interrotto dalla dispotica direttrice dai capelli rossi, la signorina Sergent che, gelosa delle attenzioni della sua assistente, riesce a allontanarla da Claudine. Aimée frequenta sempre di più la camera da letto della direttrice, suscitando l'ilarità delle allieve più grandi. La giovane assistente tuttavia non si limita a questo rapporto esclusivo e non disdegna le attenzioni del giovane maestro Armand Duplessis, che Claudine chiama malignamente Richelieu con il quale conviene di sposarsi.
Una nuova allieva viene ospitata dalla scuola, è la piccola Luce, leziosa sorella minore di Aimée,  che si affeziona a Claudine sebbene questa ne faccia il continuo bersaglio dei propri rancori contro la sorella maggiore. Claudine infatti non l'ha scordata.
Diversi personaggi maschili si muovono nell'ambiente della scuola: il dottor Dutertre, delegato scolastico con l'ambizione di conquistare un seggio da deputato in Parlamento, che fa oggetto delle sue cure alquanto equivoche le ragazze più grandi della scuola, e che arriverà a baciare "a tradimento" Claudine; l'avvenente insegnante Antonin Rabastens, che pure le ha messo gli occhi addosso e che non perde occasione di sfoggiare il proprio fascino sulle studentesse.
Aimée Lanthenay tuttavia scombina tutte le carte quando viene scoperta appartata insieme al dottor Dutertre; naturalmente il fidanzamento è rotto, e Duplessis lascia la scuola. Nel frattempo l'anno scolastico volge al termine, e le sei allieve più grandi si recano insieme alla direttrice nel capoluogo di dipartimento per sostenere gli esami: riescono a superarli Claudine, Luce, Anaïs e le sorelle Jaubert, mentre Marie Belhomme sarà costretta ripetere la prova a ottobre.
Nel pieno dell'estate giunge in visita a Montigny, invitato dal suo amico dottor Dutertre, il Ministro dell'Agricoltura, Jean Dupuy. Claudine viene scelta per recitare il discorso ufficiale e anche per guidare le compagne nella canzone da cantare in coro. Con il suo atteggiamento vivace e brioso, il suo bell'aspetto e il gusto nel vestire, colpisce tutti i presenti, anche se lei non considera in modo particolarmente solenne questa manifestazione repubblicana.
Alla vigilia della partenza di Claudine per Parigi, dove proseguirà gli studi, un altro scandalo colpisce la piccola comunità: mentre è in corso una festa da ballo a casa di Miss Sergent, la sua anziana madre lancia infuriata una scarpa da uomo davanti a tutti i presenti, dicendo di averla trovata nella camera da letto della figlia e sostenendo che appartenesse a Dutertre. La signorina Sergent scoppia in lacrime, mentre Claudine e Luce se la ridono soddisfatte.

## Personaggi
- Claudine, 15 anni, di intelligenza spiccata e vivace, preferisce essere la prima nella scuola di provincia che recarsi a studiare in un collegio dove la sua libertà sarebbe limitata;
- la signorina Sergent, rossa di capelli, possessiva e gelosa, sembra nutrire una passione per il delegato signor Dutertre, però è sensibile anche al fascino della sua vice, Aimée Lanthenay;
- Aimée Lanthenay, 19 anni, piccola di statura (arriva all'orecchio di Claudine) assistente della signorina Sargent e poi sua preferita; la sua bellezza si fa più evidente nel corso della narrazione;
- Anaïs, compagna di scuola, per la quale non si risparmiano gli epiteti meno lusinghieri (stramba, beffarda, perfida, ambigua, bugiarda e traditrice), è comunque tra le allieve più brillanti dell'ultimo anno; secondo Claudine, ha un colorito giallastro;
- Marie Belhomme, la più ingenua e meno dotata tra le compagne di scuola dell'ultimo anno;
- Il delegato dottor Dutertre, ispettore scolastico e medico dei ragazzi dell'ospizio, candidato deputato nel dipartimento dell'immaginario Fresnois, tenta sempre di usare il proprio fascino e la propria posizione di potere sulle studentesse; il personaggio si ispira al politico della Terza Repubblica Pierre Merlou.[2].
- Antonin Rabastens, maestro di scuola; sul muro sopra il suo letto si incrociano la bandiera francese e quella russa;
- Armand Duplessis, omonimo del cardinale di Richelieu, per qualche tempo promesso sposo di Aimée Lanthenay;
- l'anziano ispettore scolastico Blanchot, in buoni rapporti con l'attuale deputato del Fresnois, e perciò in competizione con il dottor Dutertre.

## Critica
Claudine à l'école fu pubblicato nel marzo 1900 dalla Societé d'Éditions Littérarires et Artistiques; in copertina c'era il disegno di una ragazzetta vestita alla campagnola, intenta a scrivere il proprio diario su un quaderno. Come autore non figurava Sidonie-Gabrielle Colette, che al tempo aveva 27 anni, bensì suo marito Willy, di 14 anni più anziano di lei, abituato a firmare con il proprio nome libri scritti da altri, veri e propri "negri" che lavoravano anonimamente nell'industria letteraria della famiglia Villars.
Nell'introduzione al volume, il presunto autore sosteneva di avere ricevuto il manoscritto legato con un nastro rosa, e affermava che era opera di una intraprendente studentessa diciassettenne. Willy era un operatore culturale specializzato in letteratura di consumo che non disdegnava temi audaci; è plausibile che abbia dettato alla giovane moglie una traccia della trama, con direttive precise sui temi da trattare, ma questo aspetto è difficile da stabilire perché il manoscritto originale è andato perduto. Colette ricorda di averlo scritto su quaderni di scuola "rigati in grigio, con la linea del margine rossa". La stesura del romanzo è anteriore alla prima edizione: risale al 1895, quando l'autrice aveva solo 22 anni e già da due era sposata con Willy; il padre-marito aveva quasi rinunciato alla pubblicazione poiché il manoscritto era stato rifiutato da più di un editore.
L'adolescente Claudine, intelligente e disinibita, sentimentale ma non stereotipata, non possiede le caratteristiche per diventare un'eroina da romanzo rosa: l'ironia graffiante del suo "diario" non si ferma neppure di fronte alla politica, e il costume perbenista della Belle Époque è una vittima naturale del suo libero pensiero; in alcuni passaggi si sente anche una nota polemica a sfondo sociale:
L'immensa fortuna di Claudine à l'ècole, che aprirà la strada alla fortunata serie di altri tre romanzi, è anticipata dalla recensione favorevole di Charles Maurras, maître à penser della destra legittimista francese, e condotta per mezzo di una macchina di propaganda che già al tempo era perfettamente funzionante, e che comprendeva un merchandising di centinaia di prodotti commercializzati sotto il marchio Claudine. Dal romanzo fu tratto nel 1937 un film omonimo, per la regia di Serge de Poligny.